# 奥利韦里尼亚
奥利韦里尼亚是葡萄牙阿威罗区的一个堂区。总面积13.66平方公里，总人口4780人，人口密度349.9人/平方公里。